# 行领军
行领军，三国官制中为三品（换算成官秩约为二千石），出征时权同中领军。中领军掌禁兵，主五校尉、中垒、武卫三营，可以开府，下设长史、司马。资重者为领军将军，资轻者为中领军，出征则置行领军。夏侯渊、龚衡、冯习、赵统、吴班等人皆曾担任行领军之职。